# Schweizer SGS 1-26
Schweizer SGS 1-26 là một loại tàu lượn một chỗ của Hoa Kỳ, do Schweizer Aircraft ở Elmira, New York chế tạo.

## Biến thể

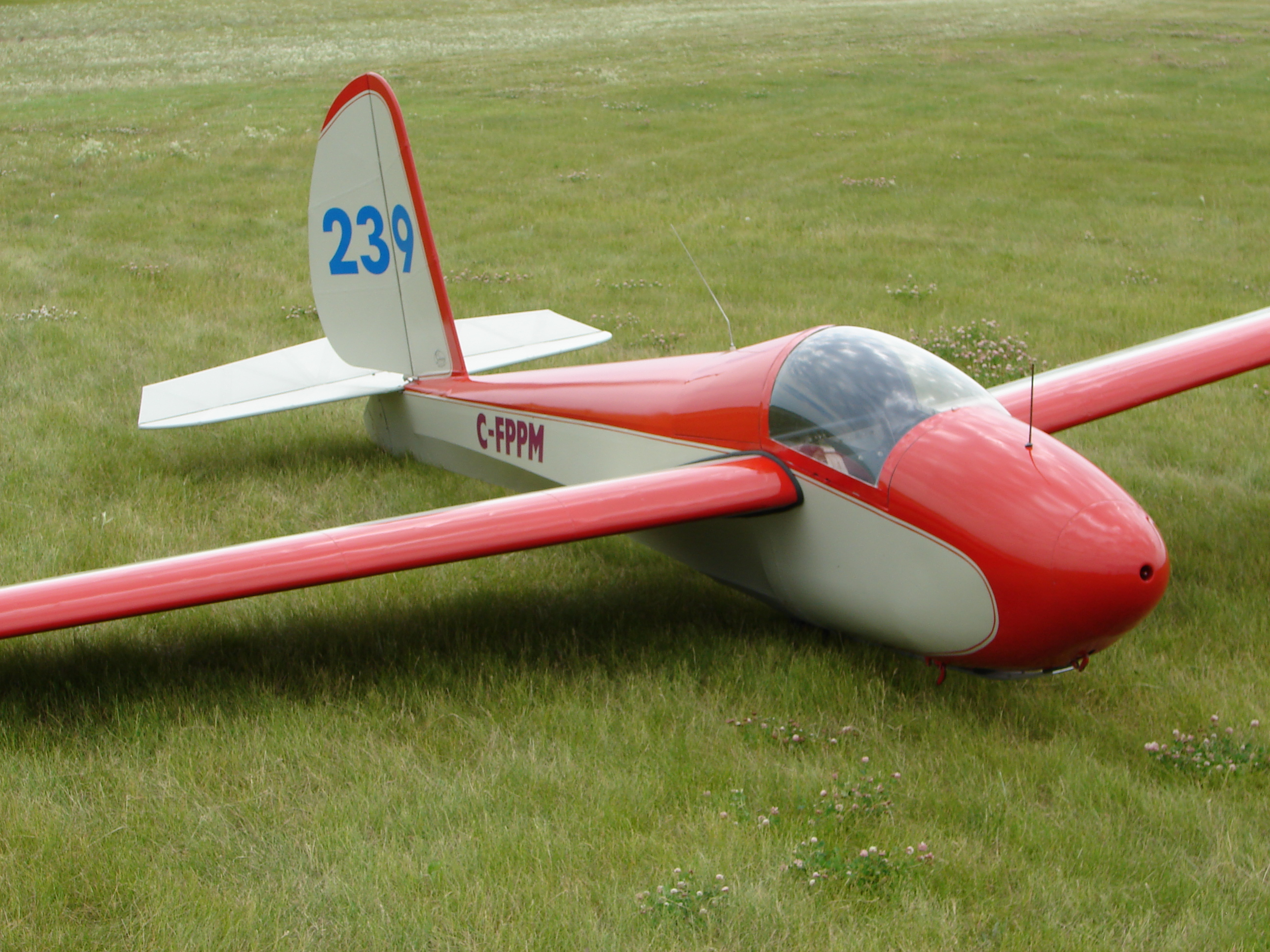
SGS 1-26B

1-26
1-26A
1-26B
1-26C
1-26D
1-26E
1-30

## Tính năng kỹ chiến thuật (1-26E)
Đặc điểm tổng quát
- Kíp lái: 1
- Chiều dài: 21 ft 6 in (6.55 m)
- Sải cánh: 40 ft 0 in (12.2 m)
- Chiều cao: 7 ft 2 in (2.18 m)
- Diện tích cánh: 160 ft2 (14.9 m2)
- Tỉ số mặt cắt: 10
- Kết cấu dạng cánh: NACA 4301 2A
- Trọng lượng rỗng: 445 lb (202 kg)
- Trọng lượng có tải: 700 lb (318 kg)

Hiệu suất bay
- Vận tốc cực đại: 114 mph (182 km/h)
- Hệ số bay lướt dài cực đại: 23 ở vận tốc 53 mph (84 km/h)
- Vận tốc xuống: 174 ft/min (0,88 m/s)